# Иш-Чель
Иш-Чель — в мифологии майя богиня плодородия, радуги, деторождения, медицины и ткачества, супруга верховного бога Ицамны. В доклассический период Ишчель изображается сидящей с кроликом на коленях в обрамлении абстрактного символа луны. Позже изображалась в виде старухи со змеями в волосах, с глазами и клыками ягуара. Иш-Чель (госпожа радуга) была объектом поклонения женщин. Также известна под именем Иш-Канлеом (паутина, которая ловит утреннюю росу). В жертву богине приносили красивых девушек.

## Галерея
- Глиф, обозначающий Иш-Чель
- Статуя богини Иш-Чель в Пунта Сур на острове Мухерес
- Статуя богини Иш-Чель на острове Мухерес